# Frankie Boyle
Francis Martin Patrick « Frankie » Boyle, né le 16 août 1972, est un humoriste et journaliste écossais (d'origine irlandaise), qui est bien connu pour son humour noir et pessimiste. Il est apparu plusieurs fois à des jeux télévisés comiques, y compris Mock the Week, Have I Got News For You, 8 Out of 10 Cats, Would I Lie To You? et Argumental. Il a également écrit du matériel pour l'émission Distraction de Jimmy Carr et TV Heaven, Telly Hell de Sean Lock.

## Biographie
Boyle est né à Glasgow de parents irlandais. Il est allé à l'école secondaire de Holyrood à Glasgow. Après cela, Boyle a travaillé pendant un an à l'université Aston, après quoi il a étudié à l'université du Sussex. Boyle vit avec sa compagne à Glasgow, mais il a aussi une maison à Londres. Il a deux enfants, une fille et un fils.
Boyle a commencé sa carrière de stand-up en 1995, quand il est apparu dans The Stand Up Show, et est apparu jusqu'en 2002 dans de nombreux festivals au Royaume-Uni.

## Apparition
Franckie Boyle apparait dans Grand Theft Auto: The Lost and Damned, sous son propre role.